# Marcus Reinfried
Marcus Reinfried (* 2. April 1953 in Karlsruhe) ist ein deutscher Romanist.

## Leben
Er studierte von 1972 bis 1979 Romanistik, Germanistik, Geschichte und Filmwissenschaft an den Universitäten Mannheim und Paris. Daneben Praktikum beim ZDF, Autor und Regisseur von Dokumentarfilmen, Übersetzer von bandes dessinées. Absolvierte von 1980 bis 1981 Studienreferendariat in Heilbronn (2. Staatsexamen in Französisch, Deutsch, Geschichte), lange Lehrtätigkeit am Gymnasien und an einer Berufsschule. Nach der Promotion 1992 an der Fakultät für Sprach- und Literaturwissenschaft der Universität Mannheim und der Habilitation 1999 an der Universität Kassel für das Fachgebiet Romanistik/Fremdsprachenlehr- und -lernforschung war er von 2008 bis 2020 Professor für Didaktik der romanischen Schulsprachen an der Friedrich-Schiller-Universität Jena.
Seine Forschungsschwerpunkte sind Einsatz visueller Medien, Methodenkonzeptionen, Landeskunde-Didaktik, interkulturelles Lernen und interkulturelle Kommunikation, Mehrsprachigkeitsdidaktik, Schüler und ihre Sprachlernmotivation und Lehrer und ihre Sprachlehrmotivation.
Besonders intensiv widmete Reinfried sich der Geschichte des Fremdsprachenunterrichts. Er war mehrfach Vizepräsident und von 2010 bis 2013 Präsident der Société Internationale pour l'Histoire du Français Langue Étrangère et Seconde (SIHFLES). 2011 wurde er zum Chevalier dans l'Ordre des Palmes Académiques ernannt.

## Schriften (Auswahl)
- Das Bild im Fremdsprachenunterricht. Eine Geschichte der visuellen Medien am Beispiel des Französischunterrichts. Tübingen 1992, ISBN 3-8233-4360-2.
- mit Franz-Joseph Meißner (Hrsg.): Mehrsprachigkeitsdidaktik. Konzepte, Analysen, Lehrerfahrungen mit romanischen Sprachen. Tübingen 1998, ISBN 3-8233-5294-6.
- „Neokommunikativer Fremdsprachenunterricht: ein neues methodisches Paradigma“, in: Franz-Joseph Meißner/Marcus Reinfried (Hrsg.), Bausteine für einen neokommunikativen Französischunterricht, Tübingen 2001, S. 1–20, ISBN 978-3-8233-5305-8.
- mit Andreas Grünewald, Jürgen Mertens und Andreas Nieweler: Fachdidaktik Französisch. Tradition, Innovation, Praxis. Stuttgart 2006, ISBN 978-3-12-920222-7.
- mit Nicola Rück (Hrsg.): Innovative Entwicklungen beim Lehren und Lernen von Fremdsprachen. Festschrift für Inez De Florio-Hansen. Tübingen 2011, ISBN 978-3-8233-6600-3.
- mit Laurenz Volkmann (Hrsg.): Medien im neokommunikativen Fremdsprachenunterricht. Einsatzformen, Inhalte, Lernerkompetenzen. Beiträge zum IX. Mediendidaktischen Kolloquium an der Friedrich-Schiller-Universität Jena (18.–20.09.2008). Berlin 2012, ISBN 3-631-62050-0.
- „European History of Romance Language Teaching“, in: Christiane Fäcke (Hrsg.), Manual of Language Acquisition. Berlin/Boston 2016, S. 255–273, ISBN 978-3-11-030210-3.
- mit Andreas Grünewald, Veit Husemann, Ulrike C. Lange, Andreas Nieweler: Fachdidaktik Französisch: Das Handbuch für Theorie und Praxis. Stuttgart 2017, ISBN 978-3-12-909073-2